# Lincke’sches Bad

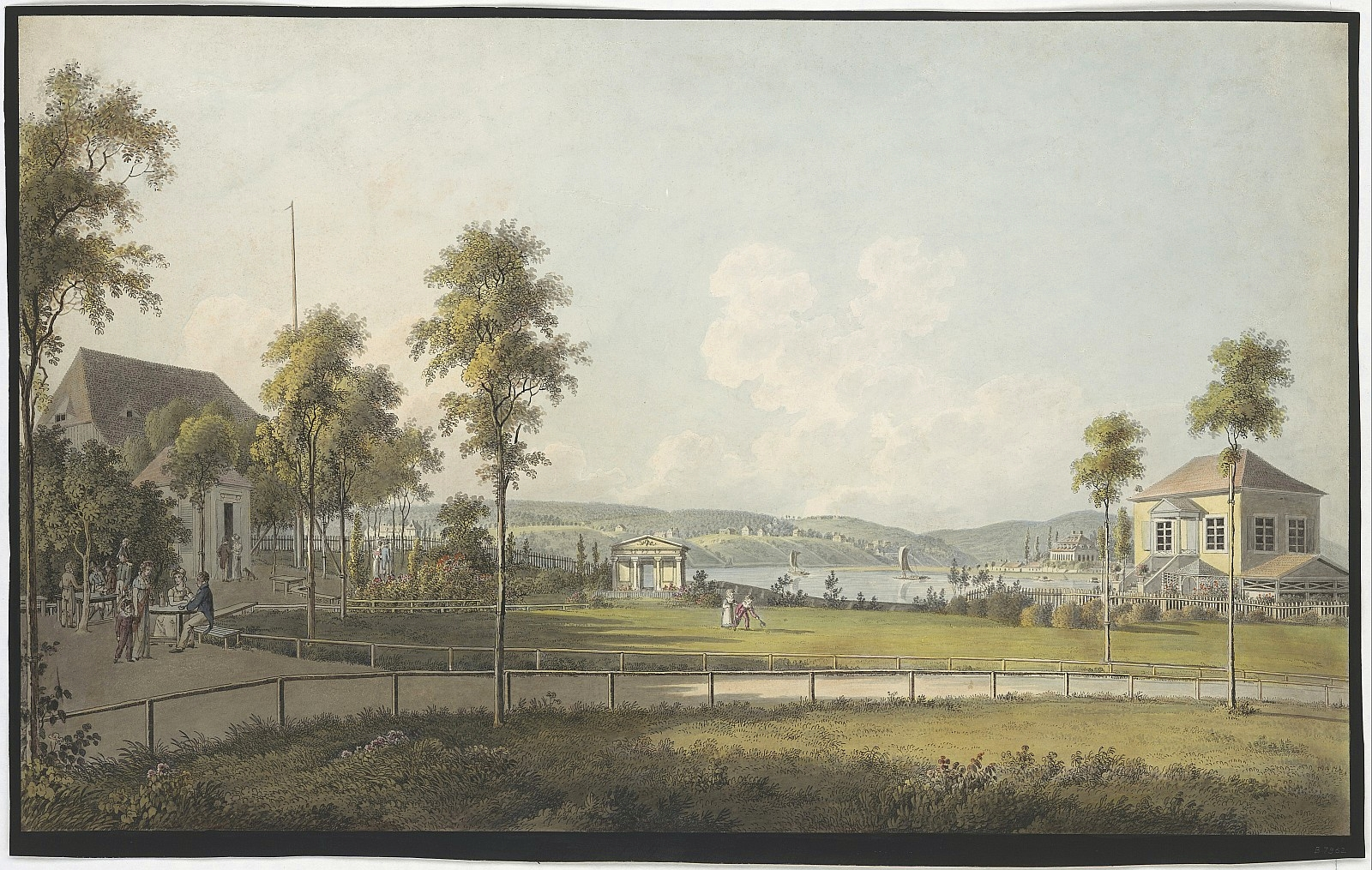
Lincke’sches Bad um 1825 mit Blick über die Elbe zum Schlösschen Antons, Radierung von Johann Friedrich Wizani

Das Lincke’sche Bad war eine Ausflugsgaststätte mit Gartenwirtschaft, Sommertheater und Konzertsaal in Dresden. Zugleich war es eines der ersten Freiluftbäder.
Das Dresdner Hoftheater und bekannte Künstler wie Joseph Seconda, die Komponisten Christian Gottlob Neefe und Carl Maria von Weber sowie der Architekt Bernhard Hempel wirkten dort. Franz Grillparzer beschrieb das Theater 1826 bei einem Besuch und E. T. A. Hoffmann nutzte den Handlungsort für sein Stück Der goldne Topf. Daneben war das Bad ein beliebtes Motiv für Postkarten und Stiche, so etwa von Ludwig Richter.

## Lage

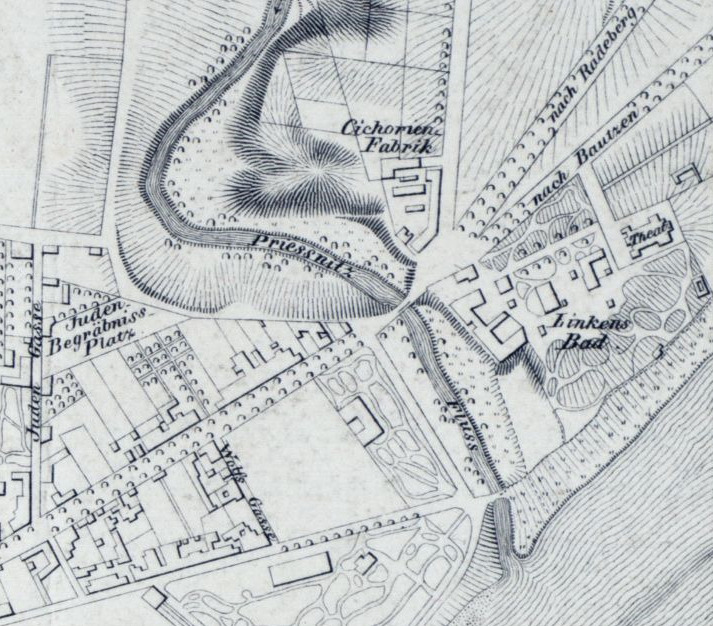
Lincke’sches Bad im Stadtplan Dresdens von 1828

Das Bad wurde an der Mündung der Prießnitz hinter dem Schwarzen Tor angelegt und war mit der Neustadt durch eine Allee verbunden, damals mit der Adresse Schillerstraße 29. Das Grundstück befindet sich heute etwa zwischen dem Diakonissenkrankenhaus und Turmhaus Bautzner Straße 82 im Stadtteil Radeberger Vorstadt. In den 1950er Jahren wurden in der Nordwestecke aus geborgenen Sandsteinquadern Pergolen und Hochbeete angelegt, erst Mitte der 2010er Jahre wurde das Gelände mit einem Sportplatz, einer Laufbahn, einem Umkleidehaus und einem Parkplatz versehen.

## Geschichte

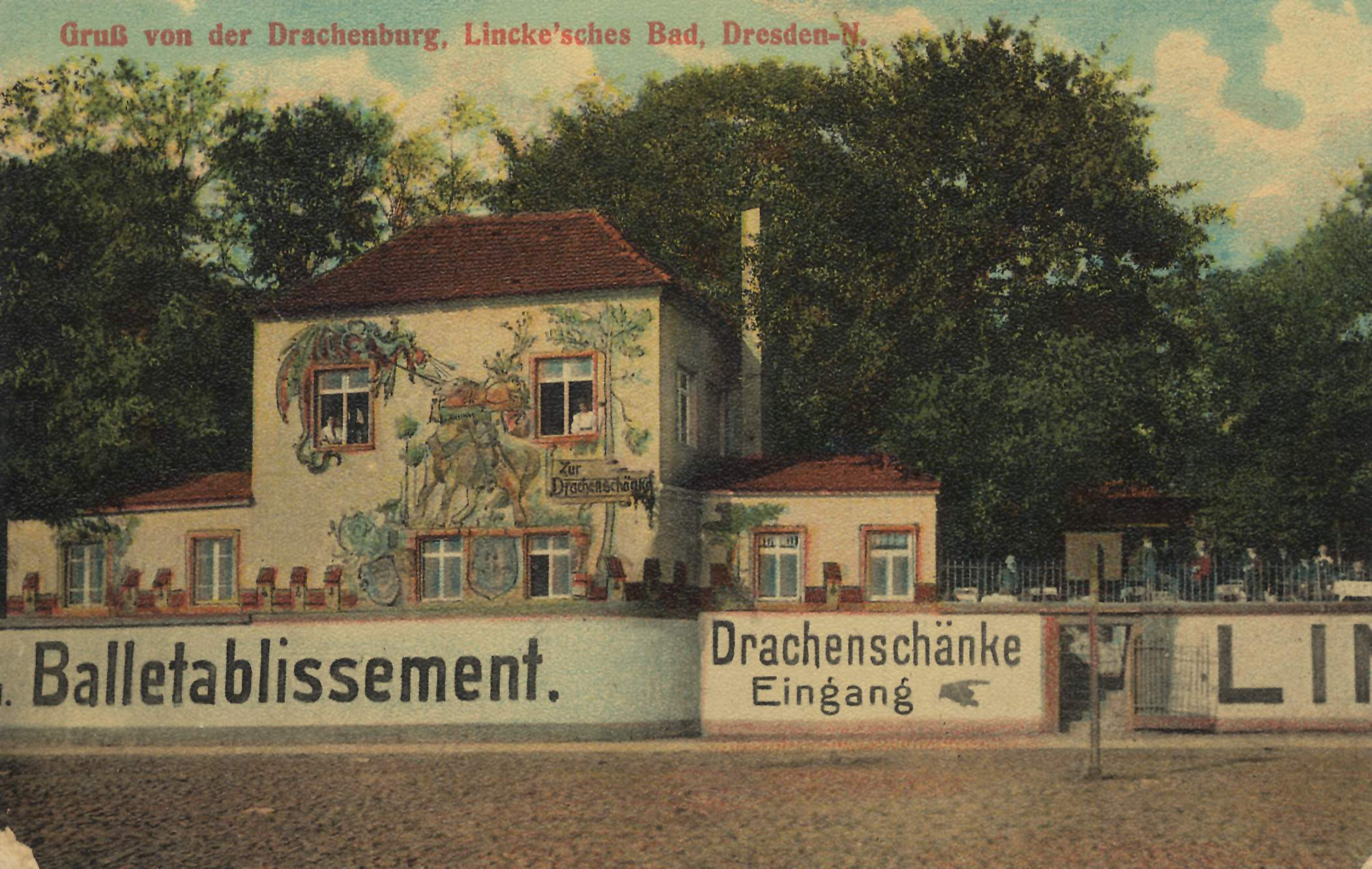
Drachenschänke, Postkarte 1914

1734 wurde hinter dem Schwarzen Tor ein Lusthäuschen direkt an der Elbe errichtet, das 1753 die Konzession zum Ausschank für Bier und Wein („Drachenschänke“) sowie zum Backen, Schlachten und zur Haltung einer Schmiede erhielt. Nachdem der Arzt Peter Ambrosius Lehmann die Genehmigung für die Einrichtung eines Mineralbades erhalten hatte, ließ er 1763 dort ein Freiluftbad mit Badehäuschen anlegen, das 1824 28 Wannen sowie Sommerquartiere anbot und bis 1860 betrieben wurde. 1764 errichtete dort Christian Gottlob Reuß eine Gartenwirtschaft. 1766 erwarb Carl Christian Lincke das Areal und baute es zu einem Ausflugsort aus, indem er 1775/76 darauf ein Sommertheater für fahrende Theatergesellschaften errichtete, in der u. a. die Seylersche und die Secondasche Truppe einzogen. Begünstigt wurde Lincke durch die 20 Jahre währende Steuerfreiheit. 1776 wurde ein neues „Commödien Hauß“ geschaffen, das hervorragende Bedingungen für die im Sommer auftretenden Musikertheater und Singspiele, später auch Opern bot, die damit die Lücke schlossen, die die kurfürstlichen Theater nicht bedienen konnten.
Von 1816/17 bis 1858 pachtete das Königliche Hoftheater bzw. König Friedrich August I. das „Theater auf dem Linckeschen Bade“ neben dem Morettischen Opernhaus als zusätzlichen Spielort für die Sommermonate. 1853 folgte ein von Bernhard Hempel errichteter großer Konzertsaal, der allerdings 1859 abbrannte. Ein Jahr zuvor wurde auch der Theaterbau abgerissen. 1867 erfolgte die Neueröffnung als „Grand Théâtre des Varietés“. 1901 bestanden ein elegantes Weinrestaurant, eine Tunnelschänke, ein Saal sowie ein Konzertgarten und zahlreiche Veranden, die zusammen als „Restaurationsgarten“ bekannt waren, der mindestens bis in die 1920er Jahre bestand und von dem berichtet wird, dass er 1911 15.000 Sitzplätze aufwies. Während der Luftangriffe auf Dresden gegen Ende des Zweiten Weltkriegs wurde das Areal weitgehend zerstört. Lediglich die „Drachenschänke“ am Körnerweg blieb erhalten, die bis Mitte der 2000er Jahre noch als Restaurant genutzt wurde, nach Umbauten im Jahr 2006 nun aber Wohnungen beherbergt.

## Aufführungen

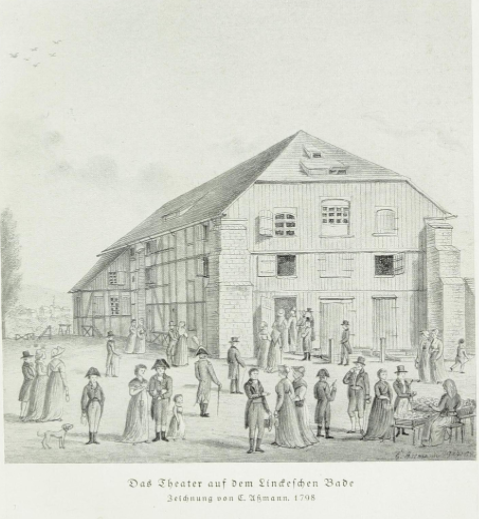
Theater auf dem Linkeschen Bade, Zeichnung von C. Aßmann 1798

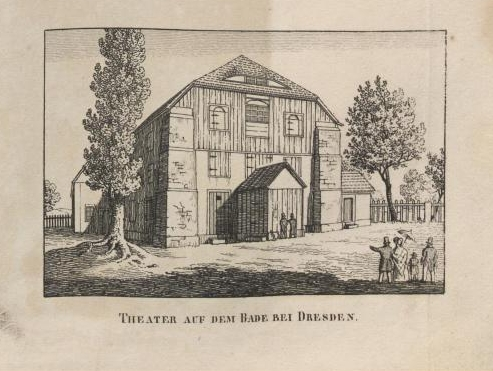
Theater auf dem Bade bei Dresden, Kupferstich von 1837

Die wöchentlichen Vorstellungen des Dresdner Hoftheaters im Lincke’schen Bad und die Gartenkonzerte waren berühmt und zahlreich besucht. Die Ankündigungen für diese wurden im „Dresdner Anzeiger“ sowie in den Dresdner Nachrichten gemacht. Bei den Aufführungen wirkten zahlreiche berühmte Persönlichkeiten mit, unter anderem die Schauspieltruppe um Joseph Seconda (zwischen 1790 und 1816 hier engagiert), die Sänger und Schauspieler des Residenztheaters sowie Carl Maria von Weber und E. T. A. Hoffmann als Dirigenten. Am 30. April 1866, dem Vorabend der Einweihung des Neubaus der Kreuzschule am Dresdner Georgplatz, ist im Saal des Bades die „dramatische Kleinigkeit: Dornröschen“ uraufgeführt worden, ein von den Kreuzschülern Hermann Unbescheid (späterer Studienrat und Prof. Dr.) geschriebenes und von Johannes Gelbke vertontes Singspiel. Am Abend des Weihetages, dem 1. Mai 1866, ist im Beisein des Königs und der sächsischen Prinzen die Aufführung wiederholt worden.

## Rezeption
Franz Grillparzer besuchte 1826 ein Konzert und stellte fest: „Nachmittags im Linkeschen Bade. Hübscher Ort. Großes Konzert gegen eine Groschen Einlage. Übrigens weniger schlecht, als der Preis vermuten ließ. Die Weiber alle mit der Strickerei in der Hand. Die Leute sehen sehr gutmütig, aber langweilig aus. Noch kein schönes, kaum ein paar hübschen Mädchen gesehen. Ich glaube, die Dresdnerinnen kommen mit 30 Jahren zur Welt, bis jetzt sah ich beinahe noch keine junge.“
Das Bad fand auch Eingang in die Literatur: Neben zahlreichen zeitgenössischen Reiseführern erwähnt auch E. T. A. Hoffmann das Bad in einer seiner Erzählungen:

„Als der Student schon beinahe das Ende der Allee erreicht, die nach dem Linkischen Bade führt, wollte ihm beinahe der Athem ausgehen. Er war genöthigt, langsamer zu wandeln; aber kaum wagte er den Blick in die Höhe zu richten, denn noch immer sah er die Aepfel und Kuchen um sich tanzen, und jeder freundliche Blick dieses oder jenes Mädchens war ihm nur der Reflex des schadenfrohen Gelächters am Schwarzen Thor. So war er bis an den Eingang des Linkischen Bades gekommen; eine Reihe festlich gekleideter Menschen nach der andern zog herein. Musik von Blasinstrumenten ertönte von innen, und immer lauter und lauter wurde das Gewühl der lustigen Gäste. Die Thränen wären dem armen Studenten Anselmus beinahe in die Augen getreten, denn auch er hatte, da der Himmelfahrtstag immer ein besonderes Familienfest für ihn gewesen, an der Glückseligkeit des Linkischen Paradieses Theil nehmen, ja er hatte es bis zu einer halben Portion Kaffee mit Rum und einer Bouteille Doppelbier treiben wollen, und um so recht schlampampen zu können, mehr Geld eingesteckt, als eigentlich erlaubt und thunlich war.“